# Antonio Subiela Chico
Antonio Subiela Chico (València, 9 d'agost de 1975) és un polític valencià, diputat per Ciutadans a les Corts Valencianes.
Va ser militar professional, formant part de la Brigada d'infanteria lleugera paracaigudista entre 1994 i 1996. Posteriorment es va llicenciar en criminologia, i també va ser, fins a la seua elecció com a diputat en 2015, empresari d'arts gràfiques. Començà la seua trajectòria política al Centre Democràtic Liberal, sent el candidat a l'alcaldia de Burjassot amb esta formació en les eleccions municipals espanyoles de 2011, sense eixir elegit. A les eleccions municipals de 2015, Subiela va repetir com a candidat a l'alcaldia de Burjassot, esta vegada amb Ciutadans. El CDL s'havia integrat poc abans a este partit, que va obtenir representació a l'ajuntament de la localitat. Tanmateix, Subiela renuncià a ser regidor en haver estat elegit diputat a les Corts Valencianes, ja que anava el quart de la llista de Ciutadans a la Circumscripció electoral de València, on el partit va obtindre cinc seients.
El 2019 tornà a la política local com a candidat a l'alcaldia de Burjassot obtenint 2 representants i mantenint-se a l'oposició i compaginant-ho amb la tasca d'assessor al grup municipal del partit a l'Ajuntament de València. El 2023, amb la crisi de Ciutadans, va abandonar la política i s'incorporà com a delegat territorial d'una empresa immobiliària.